# Estación Porte de Hal/Hallepoort
La estación Porte de Hal/Hallepoort es una estación del sistema de metro de Bruselas que da servicio a las líneas 2 y 6, así como a las líneas de premetro 3 y 4. Fue abierta a los tranvías de premetro el día 2 de octubre de 1988, y la línea 2 del metro llegó por primera vez el 3 de diciembre de 1993.
Se sitúa en el barrio bruselense de Saint-Gilles, cerca de la puerta del siglo XIV llamada Puerta de Hal. La estación contiene varias obras de arte del autor François Schuiten basadas en el metro y en paisajes urbanos futuristas, incluye varias vistas de la ya citada puerta entre varios rascacielos. Esta estación se encuentra a unos diez minutos a pie desde Gare du Midi/Zuidstation.